# Husasău de Tinca
Husasău de Tinca là một xã thuộc hạt Bihor, România. Dân số thời điểm năm 2002 là 2368 người.